# Povijest Bliskog istoka
Povijest Bliskog istoka započela je od najranijih ljudskih naselja, nastavljajući se kroz nekoliko glavnih pre- i postislamskih carstava, do nacionalnih država današnjeg Bliskog istoka.
Sumerani su bili prvi narod, koji je razvio složene sustave koji su nazivaju „civilizacija”, počevši od 5. tisućljeća pr. Kr. Egipatska civilizacija nastala je oko 3150. godine pr. Kr. političkim ujedinjenjem Gornjeg i Donjeg Egipta pod prvim faraonom. Mezopotamija je bila dom nekoliko moćnih carstava koja su vladala skoro čitavim Bliskim istokom - posebno Asirija 1365–1076. pr. Kr. i Neoasirijsko Carstvo 911–609 pr. Kr. Od ranog 7. stoljeća pr. Kr. i nadalje, iranski Medijci praćeni Ahemenidskim Carstvom i drugim kasnijim iranskim državama i carstvima dominirali su ovim područjem. Na području Bliskog istoka nastao je judaizam, kasnije kršćanstvo i islam.
U prvom stoljeću pr. Kr., ekspandirajuća Rimska Republika je obuhvaćala je čitav Istočni Mediteran, čime je obuhvaćen veći dio Bliskog istoka. Istočno Rimsko Carstvo, danas poznato kao Bizant, koje je vladalo teritorijem od Balkana do Eufrata, postajalo je sve više definirano i sve dogmatičnije u pogledu kršćanstva, postepeno čineći vjerske razdore između doktrina diktiranih ustanovama u Carigradu i vjernicima u mnogim dijelovima Bliskog istoka. Od 3. stoljeća sve do 7. stoljeća, čitavim Bliskim istokom dominirali su Bizant i Sasanidsko Carstvo. Od 7. stoljeća, na Bliskom istoku je narastala nova sila, islam. Sredinom 11. stoljeća dominacijom Arapa iznenada je okončana vladavina Seldžučke dinastije. Početkom 13. stoljeća, dolazi novi val osvajača, vojske Mongolskog Carstva, uglavnom turkijskog podrijetla, poharale su ovo područje. Početkom 15. stoljeća u zapadnoj Anatoliji pojavila se nova sila, otomanski emiri, jezično turska i religiozno islamska sila. Oni su 1453. godine zauzeli kršćansku prijestolnicu Carigrad i učinili sebe sultanima.
Veliki dijelovi Bliskog istoka stoljećima su bili ratna zona sukoba između Osmanlija i iranske dinastije Safavida, počevši od ranog 16. stoljeća. Do 1700. godine, Osmanlije su protjerani iz Ugarskog kraljevstva, a ravnoteža snaga duž granice odlučno se pomicala u korist zapadnog svijeta. Britansko Carstvo također je uspostavilo efikasnu kontrolu nad Perzijskim zaljevom, a Francuski kolonijalni imperij proširio je utjecaj i na Libanon i Siriju. Kraljevina Italija je 1912. godine zauzela Libiju i otok Dodekanez, neposredno uz obalu osmanske unutrašnjosti Anatolije. 
Krajem 19. i početkom 20. stoljeća vladari Bliskog istoka pokušali su da modernizirati svoje države, da bi se efikasnije nadmetale s europskim silama. Do preokreta u povijesti Bliskog istoka došlo je kada je otkrivena nafta, prvo u Perziji 1908., a kasnije u Saudijskoj Arabiji 1938. i drugim državama Perzijskog zaljeva, a također i u Libiji i Alžiru. Zapadna ovisnost o nafti na Bliskom istoku i pad britanskog utjecaja doveli su do porasta američkog zanimanja za ovo područje.
Tijekom 1920-ih, 1930-ih i '40-ih, Sirija i Egipat krenuli su prema nezavisnosti. Britanci, Francuzi i Sovjetski Savez povukli su se iz mnogih dijelova Bliskog istoka tijekom i nakon Drugog svjetskog rata (1939.–1945.) Arapsko-izraelski sukob u Palestini kulminirao je planom Ujedinjenih naroda iz 1947. o podjeli Palestine. Kasnije, usred napetosti tijekom Hladnog rata, zemlje zapadne Azije i sjeverne Afrike u kojima se govori arapskim jezikom osvjedočile su uspon panarabizma. Prestanak neposredne kontrole regije od strane europskih sila, uspostavljanje Izraela i sve veći značaj naftne industrije obilježili su nastanak modernog Bliskog istoka. U većini zemalja rast tržišne ekonomije inhibirala su politička ograničenja, korupcija i nepotizam, prekomjerna potrošnja na oružje i prestižne projekte, i prevelika ovisnost od prihoda od nafte. Najbogatija gospodarstva u regiji po glavi stanovnika su male, naftom bogate zemalje Perzijskog zaljeva: Katar, Kuvajt, Bahrein i Ujedinjeni Arapski Emirati.
Kombinacija faktora - među kojima su Šestodnevni rat iz 1967. godine, energetska kriza 1970-ih, počevši od naftnog embarga OPEC-a iz 1973. godine, kao odgovor na američku podršku Izraelu u Jomkipurskom ratu, istovremena saudijski predvođena popularizacija salafizma/vehabizma, i Iranska revolucija 1978.-'79. - potakli su sve veći uspon islamizma i tekući islamski preporod (Tajdid). Raspad Sovjetskog Saveza 1991. godine donio je globalne sigurnonsne promjene fokusa s Hladnog rata na rat protiv terorizma. Počevši od početka 2010-ih, revolucionarni val popularno poznat kao Arapsko proljeće donio je velike proteste, ustanke i revolucije u nekoliko zemalja Bliskog istoka i Magreba. Sukobi u zapadnom Iraku 30. prosinca 2013. godine bili su preteča za sunitski panislamistički ustanak organizacije ISIL.